# يحيى بن العزيز الحمادي
أبَا زَكَرِيَّاءْ يَحْيَى بن عَبْد العَزِيزْ بن مَنْصُورْ الصِّنْهَاجِي أو يحيى بن عبد العزيز الحمادي هو آخر أمراء الدولة الحمادية، تولى سنة 515ه / 1121م، عاش حياة مترفة، و غير ولاء بني حماد من الفاطميين إلى العباسيين، سقطت المملكة الحمادية في عهده بيد الموحدين.

## نسبه
يحيى بن عبد العزيز بن المنصور بن الناصر بن علناس بن حماد بن بلكين بن زيري بن مناد بن منقوش الصنهاجي.

## وصفه
كان يحيى أميراً فاضلاً، شهماً، فصيحاً، ذو أسلوب رقيق، حاضر البديهة، لكنه كان قليل الحزم، مولعاً بالنساء والصيد. وكان محاطاً بما يقارب عشرين رجلاً مسنا، وبعجائز يسلينه بمزاحهن «وفي المساء كان يتمدد على فراش وثير ويستقدم المهرجين والحيوانات المروضة . فتراه يفحص هذا الباز ويتأمل في ذلك الكلب، ويلتمس نكتة من هذا المهرج ، ويأخذ في الضحك . وكان مصحوباً دوما وأبدا بأخواته تقسوط وأم ملال وشبلة ، وهن مزينات كالعرائس . ثم يستسلم إلى النوم ، وفي الصباح يتوجه إلى الصيد».

## فترة حكمه

### أعماله
في عام 543هـ / 1148م، قام يحيى بتغيير السكة، و ضربها في بجاية باسم الخليفة المقتفي، ما يعني دخوله في تبعية العباسيين. و تصميم ديناره كان: ثلاثة سطور ودائرة في كل وجه، فدائرة الوجه الواحد: واتقوا يوماً ترجعون فيه إلى الله ثم توفى كل نفس ما كسبت وهم لا يظلمون. والسطور: لا إله إلا الله ومحمد رسول الله، يعتصم بحبل الله يحيى بن العزيز بالله الأمير المنصور. ودائرة الوجه الآخر: بسم الله الرحمن الرحيم ضرب هذا الدينار بالناصرية سنة ثلاث وأربعين وخمسمائة. وفي سطوره الإمام أبو عبد الله المقتفي لأمر الله أمير المؤمنين العباسي. كان كاتبه و كاتم اسراره و صاحب ديوان الرسائل هو الفقيه أبي حفص عمر بن خزرون. في عام 1148 / 543 هـ زار يحيى القلعة و نقل منها كل شيئ ذو أهمية إلى بجاية. كان ليحيى بنايات منها: قصر للتنزه في جيجل، قصور حِسان وبساتين و جنّات في حصن تاكلات، و هذا الحصن على الطريق بين بجاية و القلعة.

### حروبه في إفريقية
كان ليحيى سوابق مع افريقية حيث ارسله والده عبد العزيز مع علي بن حمدون لقيادة الجيش الحمادي، وحاصروا مدينة تونس عام 1117 واجبروا بنو خراسان ان يعلنوا الطاعة مرة اخرى لملوك بجاية، وبعد ان تمكن يحيى من ارجاع الوضع الى ما كان عليه، وبعد ان تم مسامحة الاعراب، قفل يحيى راجعا الى المغرب الأوسط.
و في عهده، شق ابن فرقان رئيس مجلس توزر الطاعة، فأرسل له يحيى قائدا اسمه مطرف بن علي بن حمدون، استولى الأخير على توزر و اعتقل ابن فرقان و أرسله إلى يحيى الذي سجنه في الجزائر حتى مات، و قيل أن يحيى قتله بنفسه. في سنة 522هـ / 1128 خلع أحمد بن عبد العزيز أمير بني خراسان، طاعة الحماديين، فاتجه مطرف الى تونس و استولى عليها، فاستسلم له أحمد و نُقِل مع عائلته إلى بجاية، و عين يحيى عمه كرامة بن المنصور بن حماد على المدينة، الا أن بني عمه رحلوا عام 1148 بعد فشلهم في ادارة المدينة.
و في سنة 529 هـ / 1134، وجه يحيى حملة عسكرية عظيمة إلى المهدية، و أدعى ابن الأثير ان بعض شيوخ و سكان المهدية و العرب هم من حرضوه على ذلك، و بالنسبة للعرب فالسبب غيرتهم من ميمون بن زياد الذي فضله الحسن بن علي عليهم، و أكد ابن ابي دينار أن السبب بالنسبة لأهل المهدية هو اتفاق الصلح بين النورمان والحسن، لكن الحصار فشل و انسحب مطرف و عمليا يستحيل غزو مدينة مثل المهدية بسهولة.
و في عام 536 هـ / 1141، افتك الحسن سفينة حمادية جائت من الاسكندرية و كانت محملة ببضائع عظيمة لها شأن، و رواتب التجار، و هدية ليحيى، و ترك الحسن المركب فارغا حتى دمرته عاصفة. سبب فعلة الحسن كانت ان رئيس الجمارك في الاسكندرية حجز السفينة الزيرية و منعها من الخروج بينما سمح للسفينة الحمادية، سبب ذلك رغبته في افساد العلاقات بين القاهرة والمهدية و تقويتها بين القاهرة و بجاية.

### غارة النورمان
في عام 537 هـ / 1142، هاجم النورمان مدينة جيجل، فلما رآهم الناس هربوا للغابات و الجبال، بينما دخل النصارى و سبوا من وجدوه، و خربوا المدينة، و هدموا القصر الذي بناه يحيى للنزهة، ثم عادوا الى بلادهم.

### بعد سقوط الدوله الباديسية
بعد ان احتل النورمان المهدية، أرسل الحسن ابنائه علي و تميم و يحيى الى بجاية، كما أرسل ليحيى شخصياً يطلب منه الاجتماع به ثم المضي إلى عبد المؤمن بن علي خليفة الموحدين لطلب دعمه، فرحب وزير يحيى ميمون بن حمدون بابناء الحسن، و أرسل له على لسان يحيى يظهر الأسى لما حصل له و يحرضه ان يغير مخططاته و لا يستعين بأحد، تسائل الهادي روجي اذا ما قد ساهم يحيى مع وزيره او انه لم يدري، ففي النهاية الاستعانة بالموحدين تشكل خطراً على الحماديين.
فأعلم محرز بن زياد، الحسن بن علي برد ابن عمه، و نصحه ان لا يذهب اليه، لكن الحسن لم ينصت و توجه الى بجاية، لكن يحيى لم يرد مقابلة الحسن، و رجح الهادي روجي أن سبب ذلك تهربه من أداء التحية للحسن الذي يبدو بمظهر سيد العائلة الزيرية.
فطلب من وزيره ان يلتقي بالحسن لكنه امتنع، فطلب من أخيه و واليه على الجزائر، القائد بن العزيز ان يلتقيه مع شيوخ البلد و ان يأخذه للجزائر و يبعده عن بجاية. قالت رواية اخرى انه ذهب الى عنابة ثم الى قسنطينة التي خرج منها محروسا الى الجزائر حيث تم استقباله على يد القائد. و بهذا تهرب يحيى من لقاء الحسن.

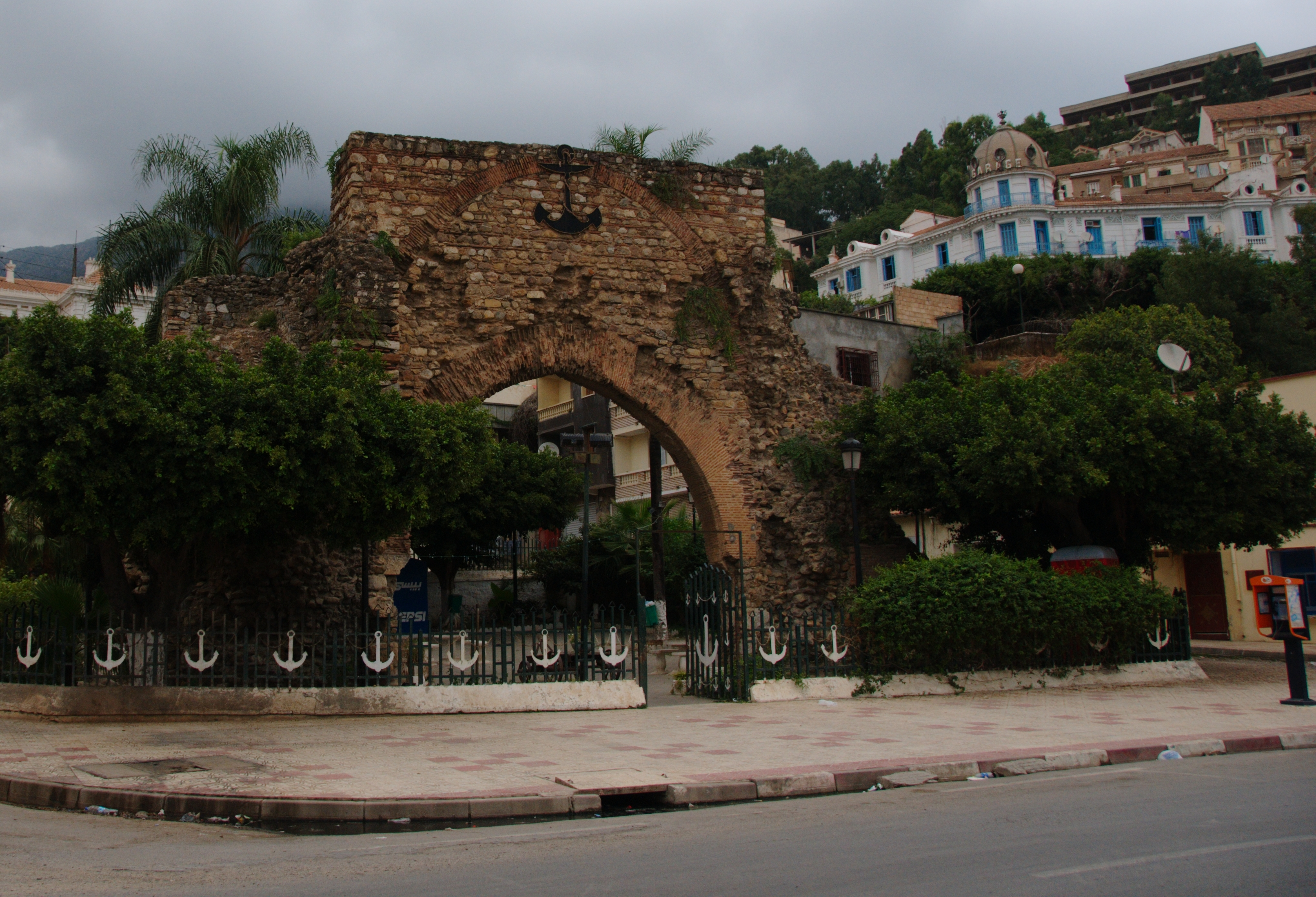
باب البحر، من بنايات الحمادييين في بجاية.

و كان هذا موقفاً جباناً من يحيى، لكن النذالة مع الحسن لم تتوقف، فقد توجه القائد مع الحسن و اولاده الى الجزائر في محرم 544 هـ / ماي 1149، حيث أنزلهم في أماكن لا تليق بهم، و أعطاهم ما لا يكفيهم، أمر الوزير بمراعاة احوال الحسن و التشديد عليه و مراقبة رسائله و أقام ساكنا في الجزائر حتى عام 1152.

### الغزو الموحدي للمغرب الاوسط
تجهز عبد المؤمن لغزو الدولة الحمادية بسرية تامة، وبعدما قضى يوماً في تلمسان، استولى على مليانة، و تقدم للجزائر فهرب واليها القائد بن عبد العزيز، فعين الناس الحسن بن علي الذي دخل في طاعة عبد المؤمن، و عندما وصل عبد المؤمن إلى الجزائر، و أخذ الحسن يحرض عبد المؤمن على يحيى، دخل في طاعته أمير الأثبج أبو الخليل بن كسلان أحد أعيان بني جشم وهو حبّاس بن مُسيْفَر فاستقبلهما استقبالاً حسناً وعين كل واحد منهما على رأس قبيلته.
كان يحيى منهمكا باللهو والملذات، فعين أخاه سبع في قيادة الجيش، لكنه انهزم في أم العلو في جبل زيري، فقاد وزير يحيى، ميمون بن حمدون الجنود في مواجهة عبد المؤمن، فاشتبك مع مقدمة الموحدين التي تزيد عن 20 ألف فارس، و هُزم ميمون و دخل الموحدون بجاية قبل وصول عبد المؤمن بيومين.
و يعتقد الهادي روجي أن عملية ميمون كانت بمثابة ذر الرماد في العيون، لإخفاء عملية استسلام بأتم المعنى. فبعد الهزيمة جمع ميمون جنوده خارج بجاية و انتظر بضعة ايام ثم انسحب، أكد حصول عملية استسلام مصدران موحديان، الذين ادعيا وجود مراسلات بين عبد المؤمن و أبو عبد الله ابن حمدون.
قبل بضعة أيام من يوم 24 جمادى الأولى 547 هـ / 27 أوت 1152، أعلم عبد المؤمن، أهل قسنطينة بهذا الحدث، عارضا عليهم الاستسلام، وأكد ابن الأثير أن عبد المؤمن «لما فتح بجاية ، لم يتعرض إلى مال أهلها ولا غيره . وسبب ذلك أن بني حمدون استؤمنوا فوفى لهم بأمانه.»

### بعد سقوط بجاية
هرب يحيى مع ممتلكاته في مركبين، و خطط أن يمضي إلى برقة متوقفاََ في صقلية ثم يتجه إلى بغداد دون المرور من مصر خشية انتقام العبيديين، كما أنه أرسل يطلب العون من أمراء العرب. و عندما وصل إلى عنابة التقى بأخيه الحارث و نترك التجاني كي يحكي لنا بقية الأحداث التي اتفق في حدوثها مجموعة من المؤرخين: «فجعل الحارث يتأفف منه ويؤنبه على إهمال الملك. فخرج عنه يحيى إلى قسنطينة، وبها إذ ذاك أخوه الحسن بن العزيز، فأكرمه الحسن وتخلى له عن الأمر، فأقام بقسنطينة أياما».
وخلال ذلك انتصر عبد الله بن عبد المؤمن على اخ يحيى جوشان ابن عبد العزيز ودخل القلعة واحرقها، و بعد سقوط القلعة تحالف بنو هلال جميعاً، الأثبج و رياح و زغبة و عدي، و جاء المزيد من الأعراب من طرابلس و حتى الاسكندرية، و اتفقوا على مناصرة ملكهم يحيى، ثم حصلت معركة سطيف التي انتهت بهزيمة فادحة.
ويبدو أن الله عز وجل لم يقدر ليحيى سوى أن يلتقي بأعدائه ثانية، فقد توجه الجيش الموحدي من القلعة إلى قسنطينة حيث ملجأ يحيى و كل عائلته، و دارت المعركة و انهزم الحماديون، فاستسلم يحيى و أرسل وفداََ إلى بجاية يتضمن أخاه و شيوخا من صنهاجة وقسنطينة، و تم استقبالهم بأحسن استقبال و تم الاتفاق وفتحت قسنطينة أبوابها للموحدين، و كان ذلك إعلان سقوط الدولة الحمادية.
و اتجه بنو زيري والحسن بن علي إلى بجاية حيث التقى بابن عمه يحيى بن عبد العزيز، و كان يحيى أقوى الشامتين بسقوط دولة آل باديس في المهدية.

## يحيى في المغرب الأقصى
في طريق العودة من بجاية، ركب عبد المؤمن حصاناََ بينما مشى يحيى، فأخذ يحيى يتوسل اليه باكياََ متوسلاََ، فذكره الخليفة بهذه الحكاية:
«بينما كان يحيى بن العزيز يقوم ذات يوم بإحدى جولاته، إذ نظر إليه عبد المؤمن الذي داست عقب قدمه حوافر دابة الأمير, فأمر يحيى أحد عبيده بتعنيفه.» فخجل يحيى و سكت لكن عبد المؤمن طمئنه وقال له: «إنما أردت توبيخك» ثم أنهى محنته.

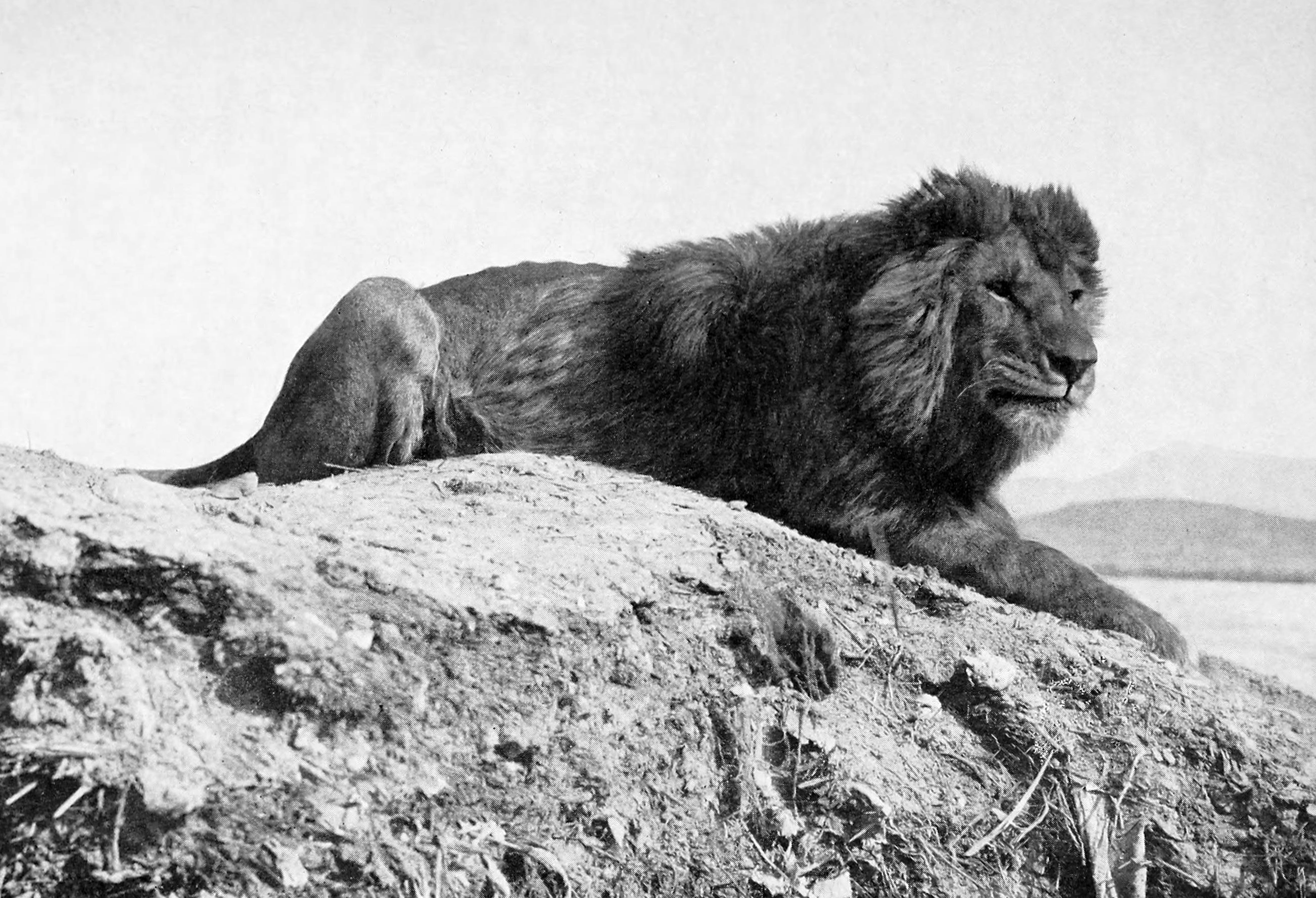
الأسد، حيوان أحب يحيى صيده، صورة للأسد البربري الأسد الأساسي في شمال إفريقيا

بعد الوصول إلى مراكش، لم يتغير شيء في نمط حياة يحيى، فاستمر يعيش سعيدا مدللاََ بفضل سخاء الخليفة عبد المؤمن، و كان بنو حمّاد يعيشون ببذخ في مراكش. تفرغ يحيى بعد تخلصه من هموم الحكم إلى رياضته المفضلة، الصيد، و اشتهر أنه اقتنص أسداََ بشباك من حديد، و أهداه لعبد المؤمن الذي فرح به و كافئه و أصبح يهديه سائر أنواع الوحوش، و هكذا الحكاية: «وانه صاد في بعض الايام شبلا صغيرا ، وأدخله على الخليفة في مجلسه ، فأمر بطله من عقاله ، فمشى الشبل بين الناس يخترق الصفوف ، حتى وصل الى بين يدى الخليفة ، فريض وسكن لا يتحرك من موضعه واتفق أن أهدى له في ذلك اليوم زرزور يتكلم بأنواع الكلام»، وقد اشتكى يحيى ذات يوم، بمحضر عبد المؤمن، من الصعوبات التي يلقاها هو وأفراد عائلته للحصول على كسور النقود (أنصاف درهم وأرباع وأثمان درهم) اللازمة لقضاء حوائجهم. فسلم إليه الخليفة ثلاثة أكياس مملوءة نقوداً، وأكد له أنه سوف لا يحتاج إلى أي شيء ما دام في بلاطه، ثم في عام 548 هـ / 1153، انتقل عبد المؤمن إلى سلا و صحب معه يحيى، و أسكنه بقصور بني عشرة.

## وفاته
توفي يحيى في سلا سنة 557 هـ / 1163 و دُفن في مقابرها الجوفية مما يلي البحر.

## رأي المؤرخين فيه
- يقول ابن خلدون: «كان مستضعفا مغلبا للنساء مولعا بالصيد»
- ويقول ابن الخطيب: «كان يحي بن العزيز فاضلا حليما، فصيح الّلسان والقلم، مليح العبارة، بديع الإشارة، وكان موّلعا بالصيد مغرما به، كلفا بالملهين»